# Thérèse Bonney

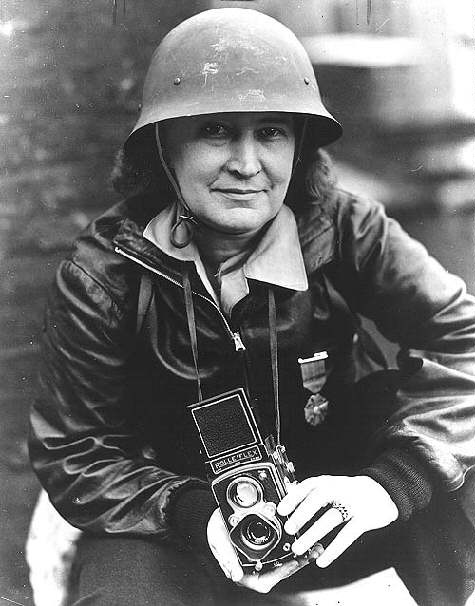
Thérèse Bonney 1942

Thérèse Bonney (* 1894 in Syracuse (New York); † 15. Januar 1978 in Paris) war eine US-amerikanische Fotografin und Schriftstellerin, die sich insbesondere mit den Opfern des Zweiten Weltkriegs beschäftigte.

## Leben
Thérèse Bonney wuchs in New York und in Kalifornien auf. Sie studierte an der University of California, in Harvard und kurzzeitig auch an der Columbia University, ehe sie an die Sorbonne wechselte. 1919 gründete sie in Paris einen Ableger des American Red Cross Correspondence Exchange. In den 1930er Jahren trat sie, unter anderem mit mehreren Ausstellungen, an die Öffentlichkeit und gründete den Bonney Service, ein Unternehmen, das Presseerzeugnisse in 33 Ländern mit Bildern belieferte. 1935 zog sie nach New York und wurde Direktorin der Maison Française. Diese Galerie, die im Rockefeller Center ihren Sitz hatte, sollte die kulturellen Beziehungen zwischen den USA und Frankreich stärken. 1938 veröffentlichte sie eine Serie von selbst geschossenen Fotografien, die das Leben hinter den Kulissen im Vatikan zeigten, in der Zeitschrift Life. Im Jahr darauf publizierte sie diese Bilder auch in einem Buch.
1939 reiste sie nach Finnland, um die Vorbereitungen auf die Olympischen Spiele 1940 zu dokumentieren. Stattdessen wurde sie Zeugin und Dokumentatorin der russischen Invasion.
Nach dem Ausbruch des Zweiten Weltkrieges, den sie als Bedrohung der europäischen Zivilisation ansah, beschloss sie, zu „try to get the truth and then bring it back and try to make others face it and do something about it“.
Im Mai 1940 dokumentierte sie als einzige ausländische Fotografin den Kampf zwischen den Franzosen und den Deutschen an der Maas, 1941 bereiste sie Europa und fotografierte die Folgen des Krieges.
Ihre Bilder, die oft Kinder zeigten, die durch den Krieg ihre Heimat verloren hatten, wurden in den USA und anderswo sehr bekannt. Sie publizierte sie in Zeitungen und Zeitschriften; außerdem veröffentlichte sie die Bildbände War Comes to the People (1940) und Europe's Children (1943). 1944 folgte eine weitere Buchpublikation. Im Jahr 1948 kam ihr Film The Search über Kinder, die durch den Krieg zu „displaced persons“ geworden waren, heraus und gewann einen Academy Award. Bonney trat auch bei Veranstaltungen in der Library of Congress, im Museum of Modern Art und zahlreichen anderen Kulturstätten vor das Publikum. Sie wurde außerdem die Hauptperson in dem Comic Photofighter.
Thérèse Bonney blieb nach dem Zweiten Weltkrieg in Europa. Sie hatte unter anderem eine Kolumne im Figaro und übersetzte etliche französische Stücke, damit sie am Broadway aufgeführt werden konnten.
Anja Tuckermann erzählt in ihrem Jugendbuch Mano. Der Junge, der nicht wusste, wo er war, Thérèse Bonney habe den Sintojungen Mano Höllenreiner von Frankreich nach München begleitet, nachdem über internationale Suchdienste festgestellt worden sei, dass die Familie des nach einem Todesmarsch vermissten Jungen noch am Leben war.